# Clorato ferroso
Il clorato ferroso è il sale di ferro dell'acido clorico, con formula chimica Fe(ClO3)2.